# Within the Law (film 1939)
Within the Law  è un film del 1939 diretto da Gustav Machatý. Questa è l'ultima trasposizione cinematografica tratta dalla stessa opera teatrale omonima di grande successo, infatti fu portato sullo schermo altre tre volte: da Alice Joyce nel 1917, da Norma Talmadge nel 1923 e da Joan Crawford in Paid del 1930.

## Produzione
Tratto da Within the Law, un noto melodramma di Bayard Veiller presentato a Broadway nel 1912.